# Mormidea lugens
Mormidea lugens är en insektsart som först beskrevs av Fabricius 1775.  Mormidea lugens ingår i släktet Mormidea och familjen bärfisar. Inga underarter finns listade i Catalogue of Life.